# Агуа-Комприда
Агуа-Комприда (порт. Água Comprida) — муниципалитет в Бразилии, входит в штат Минас-Жерайс. Составная часть мезорегиона Триангулу-Минейру-и-Алту-Паранаиба. Входит в экономико-статистический микрорегион Убераба. Население составляет 2302 человека на 2006 год. Занимает площадь 489,513 км². Плотность населения — 4,7 чел./км².

## История
Город основан 12 декабря 1953 года.

## Статистика
- Валовой внутренний продукт на 2003 год составляет 39 484 813,00 реалов (данные: Бразильский институт географии и статистики).
- Валовой внутренний продукт на душу населения на 2003 год составляет 17 898,83 реалов (данные: Бразильский институт географии и статистики).
- Индекс развития человеческого потенциала на 2000 год составляет 0,793 (данные: Программа развития ООН).